# 東京都道476号南砂町吾嬬町線
東京都道476号南砂町吾嬬町線（とうきょうとどう476ごう みなみすなまちあずままちせん）は、葛西橋通りと交わる東京都江東区南砂六丁目交差点から、明治通りから分岐する東京都墨田区小村井交差点までを南北方向に貫く特例都道である。全線が通称丸八通りに含まれる。また、明治通りの東半分と併せて、全線が東京都市計画道路幹線街路環状第4号線の一部を構成している。

## 路線概要
起点：江東区南砂四丁目（南砂六丁目交差点＝東京都道10号東京浦安線、東京都道475号永代葛西橋線（葛西橋通り）交点）
終点：墨田区立花五丁目（小村井交差点＝東京都道306号王子千住夢の島線（明治通り）交点）
実延長4,164m
※東京都が道路通称名として定めている丸八通りは、起点が小村井交差点で終点が南砂町駅入口交差点（永代通り交点）であり、本路線とは起点・終点の向きが逆である。また、本路線起点から南側の南砂六丁目交差点～南砂町駅入口交差点は東京都道10号東京浦安線であるが、南砂町駅入口交差点での道路通称名標識では「丸八通り　476」と案内されており、また街路灯などの管理番号は476号線のものである。。

## 交差する主な道路
| 交差する道路                                                        | 交差点名   | 所在地 | 所在地 |
| ------------------------------------------------------------------- | ---------- | ------ | ------ |
| 東京都道10号東京浦安線支線（丸八通り）南砂町駅方面                  |            |        |        |
| 東京都道10号東京浦安線 東京都道475号永代葛西橋線（葛西橋通り）※起点 | 南砂六丁目 | 東京都 | 江東区 |
| 東京都道474号浜町北砂町線（清洲橋通り）                             | 亀高橋     | 東京都 | 江東区 |
| 東京都道50号東京市川線（新大橋通り）                                | 大島六丁目 | 東京都 | 江東区 |
| 国道14号（京葉道路）                                                | 亀戸七丁目 | 東京都 | 江東区 |
| 東京都道315号御徒町小岩線（蔵前橋通り）                             | 新小原橋   | 東京都 | 江東区 |
| 東京都道306号王子千住夢の島線（明治通り）※終点                      | 小村井     | 東京都 | 墨田区 |

## 接続する主な路線・駅
- 南砂町駅(東京メトロ東西線)　※丸八通り起点付近であり本路線には近接しない。
- 大島駅（都営地下鉄新宿線）
- 亀戸水神駅（東武亀戸線）
- 東あずま駅（東武亀戸線）
- 小村井駅（東武亀戸線）

## その他
- 戦前の都市計画では、幹線環状道路第六号其の二（其の一は現在の東京都市計画道路幹線街路環状6号線（山手通り））の一部であった。